# سايكوناتس
سايكوناتس (بالإنجليزية: Psychonauts)‏ هي لعبة منصات طورتها دابل فاين والتي صدرت لأول مرة في عام 2005. نشرت اللعبة في البداية بواسطة ماجيسكو إنترتنمنت لنظامي التشغيل مايكروسوفت ويندوز وإكس بوكس وبلاي ستيشن 2. في عام 2011، حصلت دابل فاين على حقوق العبة، مما سمح للشركة بإعادة نشر اللعبة بتحديثات لأنظمة ومنافذ الألعاب الحديثة لنظامي التشغيل ماك أو إس ولينكس.

## اللعب
سايكوناتس هي لعبة منصة من منظور شخص ثالث. يتحكم اللاعب في راز، وهو رائد نفسي متخرج حديثًا يتمتع بقدرات نفسية قوية، وهو يتعمق في عقول الآخرين. يستخدم اللاعب «قوى بسي»، مثل التحريك العقلي، والتحريك الحركي، والتحليق، جنبًا إلى جنب مع عناصر لعبة النظام الأساسي الأكثر شيوعًا، لاستكشاف العوالم العقلية للعديد من الشخصيات غير اللاعبين.
تتضمن اللعبة كلاً من «العالم الحقيقي» للمخيم ومحيطه، بالإضافة إلى عدد من «العوالم العقلية» الموجودة في وعي شخصيات اللعبة المختلفة. تتميز العوالم الذهنية بجماليات فنية وتصميمات مختلفة بشكل كبير، ولكن بشكل عام يكون لها هدف محدد يجب على راز إكماله للمساعدة في حل مشكلة نفسية قد تواجهها الشخصية، مما يسمح لمخطط اللعبة بالتقدم. داخل العوالم العقلية هناك رقباء يتفاعلون بشكل سلبي مع وجود راز ويهاجمونه. هناك أيضًا العديد من المقتنيات داخل العوالم العقلية، بما في ذلك «أشكال» من خيال الشخصية، و «الأمتعة العاطفية» التي يمكن فرزها من خلال العثور على العلامات وإحضارها إلى الأمتعة، و «خزائن الذاكرة» التي يمكن فتح سلسلة قصيرة من الشرائح التي توفر معلومات إضافية عن الخلفية الدرامية لتلك الشخصية. تتوج معظم هذه العوالم في معركة زعماء تحل تمامًا الضيق العاطفي للشخصية وتقدم القصة. يمكن للاعب إعادة زيارة أي من هذه العوالم بعد إكمالها لتحديد أي مقتنيات إضافية ربما فاتتهم. يتم إعطاء راز بعض العناصر في وقت مبكر من اللعبة، عنصر يسمح له بمغادرة أي عالم عقلي في أي وقت، وآخر يمكنه تقديم تلميحات حول ما يجب فعله بعد ذلك أو كيفية هزيمة أعداء معينين.
يمكن أن يتعرض راز للضرر من المخلوقات المفعلة نفسياً حول المخيم ليلاً، أو من قبل الرقباء في العوالم العقلية؛ بسبب لعنة على عائلته، فإن راز معرض أيضًا للماء. إذا تم استنزاف صحة راز، فسيتم إعادته إلى آخر نقطة وصل إليها. ومع ذلك، لا يمكن القيام بذلك إلا مرات عديدة عندما يكون راز داخل عالم عقلي، يُشار إليه بعدد الإسقاطات النجمية المتبقية؛ إذا تم إنفاقها من خلال إعادة النشر، يتم إخراج راز من عقل الشخصية ويجب إعادة الدخول للقيام بمحاولة أخرى. يمكن جمع الصحة والتوقعات الإضافية عبر المستويات، أو شراؤها من متجر المخيم.

## الحبكة

### القصة
يحاول راز، بعد أن فر من السيرك، التسلل إلى المخيم، ولكن تم القبض عليه من قبل سايكوناتس. وافقوا على السماح له بالبقاء حتى وصول والديه، لكنهم رفضوا السماح له بالمشاركة في أي أنشطة.  ومع ذلك، فإنهم يسمحون له بالمشاركة في دورة «براينينغ براينينج» للمدرب أولياندر، والتي ينجح فيها بسهولة. أعجب العميل نين بدعوة راز للمشاركة في تجربة لتحديد مدى قدراته. خلال التجربة، صادف راز الدكتور لوبوتو، طبيب أسنان سابق مجنون، ورأه وهو يحاول استخراج دماغ دوجين، لكنه غير قادر على التدخل. يدرك راز في النهاية أن الرؤية صحيحة بعد العثور على دوجن بدون دماغ، لكن رواد الفضاء يرفضون تصديقه. بعد تلقي تدريب إضافي من العميل فوديللو، علم راز أن الدكتور لوبوتو يعمل نيابة عن المدرب أولياندر، الذي ينوي حصد أدمغة المعسكر لتزويد جيش من دبابات الموت النفسي. سرعان ما اختُطفت ليلي أيضًا، ومع فقد كل من الوكلاء نين وفودلو، أخذ راز على عاتقه التسلل إلى منزل الأبراج الشائكة المهجور في المصح المجنون المضطرب حيث تم نقلها. يعطيه العميل كرولير قطعة باكون يمكنه استخدامها للاتصال بالوكيل كرولير في أي وقت، ويكلفه باستعادة الأدمغة المسروقة حتى يتمكن من إعادتها إلى المعسكر.
راز حرر سمكة الرئة المتحولة ليندا من سيطرة المدرب أولياندر، ويأخذها بأمان عبر البحيرة. في المصح، يساعد راز النزلاء في التغلب على أمراضهم، ويساعدونه في الوصول إلى المستويات العليا، حيث أقام لوبوتو مختبره. يحرر ليلي ويعيد عقول الوكلاء نين وفودلو، مما يسمح لهم بمواجهة المدرب أولياندر. قام السجناء لاحقًا بحرق الملجأ، مما سمح للمدرب أولياندر بنقل دماغه إلى دبابة عملاقة. يهزمه راز، لكن عندما يقترب من الدبابة، يطلق سحابة من مسحوق العطس، مما يجعله يعطس دماغه. يستخدم راز التحريك الذهني الخاص به لوضع دماغه داخل الخزان، ودمجه مع دماغ الدفلى. في الداخل، يكتشف راز أن شر المدرب أولياندر ينبع من خوف طفولته من والده، الذي كان يدير محل جزارة. في الوقت نفسه، يظهر والد راز ويتحد الأبوان. ومع ذلك، فقد تبين أنه دجال، حيث ظهر والد راز الحقيقي، أوغسطس، ويستخدم قدراته النفسية لإصلاح عقل ابنه المتشابك والتغلب على الشياطين بداخله. في الحفل الختامي للمخيم، قدم له العميل كرولير زيًا رسميًا ورحب به في سايكوناتس. يستعد راز لمغادرة المخيم مع والده، ولكن تصل أنباء عن اختطاف «الرئيس الكبير لسايكوناتس» - والد ليلي، ترومان زانوتو. وهكذا ينطلق راز وسايكوناتس في مهمتهم الجديدة.

### الشخصيات
- رازبوتين أكواتو (أو راز) (الممثل الصوتي ريتشارد هورفيتز)، ابن عائلة من فناني السيرك، الذي يهرب من السيرك ليصبح رائد نفسي.
- ساشا نين الرائعة والحساسة (الممثل الصوتي ستيفن ستانتون)
- المحب ميلا فودلو (الممثلة الصوتية أليكسيس ليزين)
- الوكيل / المدرب مورسو أولياندر (صوت) الممثل نيك جيمسون)
- مارك توينسك فورد كرولير (الممثل الصوتي ديفيد كاي)
- ليلي زانوتو (الممثلة الصوتية نيكي راب)، ابنة الرئيس الكبير لسايكوانتس، التي وقع في حبها.
- دوجين بول وهو صبي يتجول حاملاً قبعة من رقائق القصدير لمنع قدراته من التسبب في انفجار رأس أي شخص.
- طبيب الأسنان السابق الدكتور كاليجوستو لوبوتو
- بويد كوبر، حارس الأمن السابق الذي يحمل عددًا من نظريات المؤامرة الحكومية.
- فريد بونابرت، يتملكه شبح سلفه نابليون بونابرت.
- غلوريا فان جوتون، ممثلة سابقة أصيبت بالجنون بسبب مأساة عائلية.
- إدغار تيجلي، رسام خدعته صديقته.
- ليندا، السمكة الرئوية العملاقة التي تحمي الملجأ من رواد المخيم.

## التطوير

### الموسيقي
قام بيتر ماكونيل بتأليف الموسيقى التصويرية للعبة، المعروف بعمله على ألعاب مثل غريم فاندانغو وداي أوف ذا تينتاكل. معرفة شيفر بماكونيل، بعد أن عمل معه في العديد من المشاريع في الماضي، جعله يختاره لتأليف الموسيقى التصويرية. تم إصدار الموسيقى التي تضم جميع الموسيقى داخل اللعبة، في عام 2005. في العام التالي، في أواخر عام 2006، أصدرت دابل فاين مقطعًا صوتيًا ثانيًا يحتوي على موسيقى من مشاهد اللعبة بالإضافة إلى ريمكس للموضوع الرئيسي ونهاية اللعبة.

## الإطلاق
كان تاريخ الإصدار الأخير في الولايات المتحدة للعبة على إكس بوكس وويندوز في 19 أبريل 2005، مع وجود منفذ بلاي ستيشن 2 في 21 يونيو 2005. أعيد إصدار اللعبة عبر منصة التوزيع الرقمي فالف ستيم في 11 أكتوبر 2006.

## الإستقبال
| استقبال |                                        |
| --- | -------------------------------------- |
| مجموع النقاط المجموع نقاط ميتاكريتيك (Xbox) 88/100 [ 13 ] (PC) 87/100 [ 14 ] (PS2) 86/100 [ 15 ] نتائج المراجعة نشرة نقاط يورو غيمر 8/10 غيم سبوت 8.4/10 غيم سباي آي جي إن 8.7/10 سيدني مورنينغ هيرالد 4.5/5 |                                        |
| مجموع النقاط |                                        |
| المجموع | نقاط                                   |
| ميتاكريتيك | (Xbox) 88/100 (PC) 87/100 (PS2) 86/100 |
| نتائج المراجعة |                                        |
| نشرة | نقاط                                   |
| يورو غيمر | 8/10                                   |
| غيم سبوت | 8.4/10                                 |
| غيم سباي | 4.5/5 stars                            |
| آي جي إن | 8.7/10                                 |
| سيدني مورنينغ هيرالد | 4.5/5                                  |

تلقت سايكوناتس استقبالًا إيجابيًا، وفقًا لمجمع المراجعة ميتاكريتيك. تمت الإشادة بالكتابات الكوميدية لشيفر، بالإضافة إلى التفرد والمراوغات التي أعطيت للشخصيات الفردية. علق أليكس نافارو من غيم سبوت بشكل إيجابي على مجموعة الشخصيات «الغريبة»، ومحادثاتهم التي يمكن للاعب أن يسمعها أثناء استكشاف المعسكر، وكيف ستتغير هذه المحادثات مع تقدم القصة، مما يلغي التكرار النموذجي للشخصيات الغير قابلة للعب في منصة الألعاب. وجد توم برامويل من يورو غيمر أنه تم تحفيزه للعودة والاستكشاف أو التجربة في مستوى اللعبة للعثور على المزيد من الحوار الكوميدي الذي لاحظه الآخرون. لوحظت اللعبة أيضًا لابتكاراتها، مثل استخدام منظور الشخص الثاني خلال معركة الزعيم.
لاقى تصميم اللعبة والمستوى الفني (على وجه الخصوص، تصميمات العوالم العقلية المختلفة التي يزورها راز) استقبالًا جيدًا صرح جيسون هيل من جريدةسيدني مورنينغ هيرالد أن كل عوالم الأحلام «هي رحلة لا تُنسى من خلال النفس الداخلية الغريبة للشخصية المرتبطة». تم اعتبار مستويين معينين مبدعين في روح الدعابة وأسلوب اللعبة: مؤامرة ميلكمان ولونج فيشوبوليس، حيث يدخل راز إلى عقل وحش السمكة الرئوية الذي يعيش بالقرب من المخيم؛ في عقل السمكة الرئوية، يصور راز على أنه وحش عملاق شبيه بغودزيلا الذي يهاجم مواطني أسماك الرئة الصغيرة في لونج فيشوبوليس، مما يخلق فعليًا دورًا سخيفًا في عكس صيغة الوحش العملاق النموذجي.
كان الهيكل العام للعبة محل نقد. حدد بعض المراجعين أن الساعات العديدة الأولى من اللعبة تركز على البرامج التعليمية والتعليمات، وهي أقل إثارة للاهتمام من العوالم العقلية اللاحقة. المستوى الأخير من اللعبة، «ميت سيرك»، كان يعتبر أيضًا صعبًا بشكل غير متوقع عند مقارنته بالأقسام السابقة من اللعبة، حيث يتميز بحد زمني والعديد من العقبات التي تتطلب مستوى غير عادي من الدقة. عند إعادة إصدارها في عام 2011، قامت دابل فاين بتعديل صعوبة هذا المستوى لمعالجة هذه الشكاوى. وجد البعض أن روح الدعابة في اللعبة بدأت في التلاشي أو أصبحت متوقعة في الجزء الأخير من اللعبة.

### المبيعات
على الرغم من حصول سايكوناتس على ثناء نقدي كبير وعدد من الجوائز، إلا أنها كانت فشلًا تجاريًا عند إصدارها لأول مره. على الرغم من أن اللعبة قد تم الاستشهاد بها لأول مرة على أنها العامل الأساسي الذي يساهم في تحقيق ربح ربع سنوي قوي بعد إطلاقها مباشرة، بعد شهر قامت ماجيسكو بمراجعة توقعاتها للسنة المالية من صافي ربح قدره 18 مليون دولار إلى خسارة صافية قدرها 18 مليون دولار، وفي الوقت نفسه، أعلن الرئيس التنفيذي للشركة، كارل يانكوفسكي، استقالته على الفور. بحلول نهاية العام، كان الشركة قد شحنت أقل من 100000 نسخة في أمريكا الشمالية، وأعلنت الشركة خططها للانسحاب من «سوق ألعاب وحدة التحكم ذات الميزانية الكبيرة». ذكر شيفر أنه بحلول مارس 2012، باعت نسخة التجزئة سايكوناتس 400000 نسخة.